# Kongeriget Asturien
Kongeriget Asturien (latin: Regnum Asturorum) var et kongerige på den Iberiske halvø. Det blev grundlagt i 718 af den visigotiske adelsmand Pelayo af Asturien. Det var den første, kristne statsdannelse på den Iberiske halvø, efter at det visigotiske kongerige var blevet erobret af de muslimske umayyader. I 718 eller muligvis 722 besejrede Pelayo en umayyadisk patrulje i Slaget ved Covadonga og indledte dermed det, som almindeligvis bliver betragtet som indledningen til den spanske reconquista (generobring). Kongeriget Asturien blev omdannet til Kongeriget León i 924, da Fruela 2. blev konge med regeringsby i León.

## Historie

### Indfødt befolkningsgrundlag
Det asturiske kongerige opstod i den vestlige og mellemste del af de Kantabriske bjerge, som dengang var en del af den oprindeligt romerske provins Gallæcien, særligt i bjergkæden Picos de Europa og den midterste del af det nuværende Asturien. De vigtigste, politiske og militære begivenheder i de første årtier af kongerigets eksistens foregik i dette område. Ifølge beskrivelser hos Strabo, Dio Cassius og andre græsk-romerske geografer, var der flere folkeslag, som boede i de asturiske landområder og blandt dem især:
- Vadinienses boede i Picos de Europa, og de bredte sig gradvist bredte sydpå i de første århundreder af vores tidsregning
- Orgenomesci boede langs den asturiske østkyst
- Saelini, som holdt til op gennem floden Sellas dal
- Luggones havde deres hovedby i Lucus Asturum (det nuværende Lugo de Llanera og deres område strakte sig mellem floderne Sella og Nalón
- Asturerne (i snæver forstand) boede i det indre af Asturien, mellem Piloña og Cangas del Narcea
- Paesici havde slået sig ned langs kysten af det vestlige Asturien, dvs. mellem mundingen af floden Navia og den nutidige by, Gijón[4]

De klassiske geografer udtrykker modstridende syn på disse folkeslag. Ptolemæus siger, at asturernes område strækker sig gennem den midterste del af det nuværende Asturien, altså mellem floderne Navia og Sella, og på den måde bliver Sella fastlagt som grænsen til det kantabriske område. Men andre geografer placerede grænsen mellem asturerne og kantabrerne længere mod øst: Julius Honorius fastslog i sin Cosmographia, at Ebros kilder fandtes i asturernes land (sub asturibus). Under alle omstændigheder blev folkegrænsen i de kantabriske bjerge ikke så afgørende senere hen, efterhånden som de klanopdelinger, der gennemvævede de førromerske samfund i den nordlige del af den iberiske halvø, svandt bort under den ensartede, politiske og administrative kultur, som blev påtvunget dem af romerne.
Denne situation begyndte at ændre sig i romerrigets sidste tid og i begyndelsen af middelalderen, hvor der gradvist udviklede sig en asturisk identitet: den århundredelange kamp mellem adelen i det visigotiske og det svebiske kongerige kan have bidraget til at skabe en klar identitet blandt folkene i de kantabriske egne.
Den gradvise opståen af en asturisk identitet førte til dannelsen af Kongeriget Asturien efter kroningen af Pelayo og sejren over de muslimske garnisoner i Slaget ved Covadonga i begyndelsen af det 8. århundrede. Chronica Albeldense, berettede om begivenhederne i Covadonga og fastslog, at "guddommeligt fremsyn skabte kongen af Asturien".

### Umayyadernes besættelse og det asturiske oprør
Kongeriget blev etableret af adelsmanden Pelayo af Asturien (vulgærlatin: Pelagius), som muligvis stammede fra Asturien. Der kan ikke være foregået nogen væsentlig indvandring af flygtninge fra det centrale Spanien før slaget ved Covadonga, og i 714 blev Asturien løbet over ende af Musa bin Nusair uden nogen virkningsfuld eller kendt modstand. Man har påstået, at Pelayo kan have trukket sig tilbage til de asturiske bjerge efter Slaget ved Guadalete, og ifølge den gotiske tradition, som blev nedskrevet af Theias, blev han valgt af de andre adelige som leder af asturerne. Pelayos kongerige var fra begyndelsen ikke meget mere end et samlingsmærke for de eksisterende guerillastyrker.
Under den islamiske erobring faldt de vigtigste, spanske byer og administrative centre i hænderne på de muslimske tropper. Kontrollen med de centrale og sydlige landsdele, som f.eks. dalene langs Guadalquivir og Ebro, bød kun på nogle få problemer for de nytilkomne herskere, som brugte den eksisterende, visigotiske administrative struktur, der i sidste ende var af romersk oprindelse. Men i de nordlige bjerge var bycentre (som f.eks. Gigia) praktisk talt ikke-eksisterende og undertvingelsen af landet måtte ske fra dal til dal. De muslimske tropper greb ofte til at tage gidsler for at sikre underkastelsen af det nyligt erobrede landområde.
Da Tarik havde nået Toledo i 711, gik den yemenittiske vicekonge af Ifriqiya, Musa ibn Nusair, over Gibraltarstrædet det følgende år og gennemførte et massivt erobringsfelttog, som skulle føre til indtagelsen af bl.a. byerne Mérida, Toledo, Zaragoza og Lerida. I den afsluttende fase af felttoget nåede han halvøens nordvestlige del, hvor han fik kontrol med byerne Lugo og Gijon. I denne sidste by anbragte han berbisk afdeling under guvernøren Munuza, hvis opgave det var at udbygge den muslimske kontrol med Asturien. Som en sikkerhed for, at regionen var undertvunget, måtte nogle adelige – og nogle mener, at Pelayo var blandt dem – sende gidsler fra Asturien til Córdoba. Legenden påstår, at hans søster var blandt de udvalgte, og man forsøgte at arrangere et ægteskabeligt forbund med en lokal, berbisk leder. Senere skulle Munuza forsøge det samme ved en anden bjergpost i Pyrenæerne, hvor han gjorde oprør mod sine arabiske overordnede i Córdoba. Berberne var blevet omvendt til Islam blot én generation tidligere, og de blev betragtet som andenklasse i forhold til arabere og syrere.
Den mest almindeligt accepterede hypotese om dette slag (som var afgørende ifølge senere, kristne kilder fra Asturien, men blot et sammenstød, som de muslimske tekster beskriver det) er den, at den mauriske kolonne blev angrebet fra bjergsiderne og derefter trak sig tilbage gennem dalene hen mod nutidens Gijón. Under tilbagetoget blev kolonnen angrebet af lokale tropper og næsten udslettet. Men den eneste, næsten samtidige kilde, der beretter tidens begivenheder, er den kristne krønike, Continuatio Hispana, fra 754, omtaler end ikke disse hændelser.
Men som det fortælles i den Rotensiske Krønike (Alfonso 3.s krønike), hvor Pelayo betragtes som efterfølger for de visigotiske konger af Toledo med det klare formål at legitimere Alfonsos krav på kronen), undslap Pelayo fra Toledo under guvernør Al Hurr (717-718), og hans tilbagevenden til Asturien udløste en modstand mod de muslimske myndigheder i Gijon. Pelayos identitet er dog stadig et åbent spørgsmål, og dette er kun én af teorierne.
Asturernes leder, hvis oprindelse historikerne altså strides om, havde på den tid sit hjem i Bres (i Piloña-distriktet), og Munuza sendte sine tropper dertil under kommando af Al-Qama. Da han hørte om, at muslimerne nærmede sig, skyndte Pelayo og hans folk sig at gå over Piloña. De søgte mod den smalle og let forsvarlige dal ved Auseva bjerget, og fandt et tilflugtssted i én af hulerne dér, Covadonga. Efter at have opgivet en belejring på grund af vejret og deres udsatte stilling i den dybe slugt, siges tropperne at have søgt ud gennem de høje pas mod syd for at fortsætte eftersøgning og fjernelse af andre oprørere. Der lykkedes det lokale folk at lokke den muslimske afdeling i baghold og udslette den. De få overlevende fortsatte sydpå mod sletten ved León og efterlod Asturiens havnære distrikter med sårbare, udtyndede forsvarsstyrker.
Sejren – ret betydningsløs, da kun få, berbiske soldater var indblandet – gav Pelayo stor prestige og fremkaldte et massivt oprør blandt andre adelige i Galicien og Asturien, som straks sluttede sig til Pelayo og valgte ham til konge eller hærfører (dux).
Under Pelayos ledelse forøgede man angrebene på berberne. Munuza følte sig isoleret i en region, som blev stadigt mere fjendtlig, besluttede at opgive Gijon og marcherede mod højsletten (Meseta) via Mesa-sporet. Han blev dog afskåret og dræbt af asturerne ved Olalíes (i det nuværende Grado-distrikt). Da han først havde fordrevet maurerne fra de østlige dale i Asturien, angreb Pelayo León, som var den vigtigste by i det nordvestlige Spanien, og befæstede bjergpassene, sådan at regionen var beskyttet mod mauriske angreb. Nylige, arkæologiske udgravninger på Homon-bjerget og i La Carisa (nær ved floddalene Huerna og Pajares) er dateret ved kulstof-14metoden til årene mellem 675 og 725. Disse befæstningsværker omfattede vagttårne og næsten 2 m dybe voldgrave, hvad der må have krævet deltagelse fra mange hundrede personer og en høj grad af organisering og ledelse, muligvis fra Pelayo selv. Af den grund formoder eksperterne, at bygningen af forsvarslinjen skulle hindre maurernes tilbagevenden til Asturien via bjergpassene Mesa og Pajares.
Pelayo fortsatte med at angribe de berbere, som var blevet tilbage nord for de asturisk-galiciske bjerge, indtil de trak sig tilbage eller ofte bare forlod deres garnisoner som et led i et større oprør mod arabisk kontrol fra Córdoba. Han bortgiftede derefter sin datter, Ermesinda, til Alfonsos, søn af Peter af Kantabrien, den ledende adelige i det stadigvæk uafhængige, svebisk-visisgotiske hertugdømme, Kantabrien. Palayos søn, Favila, blev gift med Froiliuba.
Efter Pelayos sejr over the mauriske hærafdeling i Slaget ved Covadonga blev der skabt en lille og uafhængig, territorial enhed i de asturiske bjerge. Den blev begyndelsen på Kongeriget Asturien. Pelayos lederskab kunne ikke sammenlignes med de visigotiske kongers magt. De første konger af Asturien omtalte i begyndelsen sig selv som "princeps" (fyrste) og senere som "rex" (konge), men den sidste titel blev først fastlagt under Alfonso 2. Titlen princeps havde også tidligere været brugt af de indfødte folk i Nordspanien, og anvendelsen ses i galiciske og kantabriske inskriptioner, hvor udtryk som Nícer, Príncipe de los Albiones (i en inskription, der blev fundet i distriktet Coaña) og princeps cantabrorum (over en gravsten i sognet Cistierna, Leon). I praksis opstod Kongeriget Asturien som et ledelsesmæssigt samlingspunkt blandt andre folk ved den kantabriske kyst, som havde gjort modstand mod både romerne og visigoterne, og som ikke var villige til at underkaste sig diktater fra umayyadekalifatet. Immigranter fra syd, som flygtede ud af al-Andalus, førte gotisk indflydelse med til det asturiske kongerige. I begyndelsen af det 9. århundrede forbandede Alfonso 2.s testamente visigoterne og bebrejdede dem tabet af Hispania. Kendskabet til denne periode er dog i høj grad baseret på senere krøniker, der alle er nedskrevet på Alfonso 3.s tid, da der var en betydelig, ideologisk indflydelse fra den gotiske tid. Disse krøniker er den Sebastianensiske Krønike (Crónica Sebastianense), den Albeldensiske Krønike (Crónica Albeldense) og den Rotensiske Krønike (Crónica Rotense).
I de første årtier var det asturiske herredømme over forskellige dele af kongeriget stadig svagt, og derfor måtte det hele tiden styrkes ved ægteskabelige forbindelser med andre magtfulde familier fra den nordlige del af den iberiske halvø. Det var f.eks. tilfældet, da Ermesinda, Pelayos datter, blev gift med den senere Alfonso 1., Hertug Peter af Kantabriens søn. Alfonsos søn, Fruela, giftede sig med Munia, som var en baskisk fyrstinde fra Alava, mens hans datter, Adosinda blev gift med Silo, en lokal høvding fra egnen omkring Flavionavia, Pravia.
Efter Pelayos død i 737. blev hans søn, Favila (eller "Fafila"), valgt til konge. Ifølge krønikerne blev Favila overraskende dræbt af en bjørn under en jagt, hvor han skulle bevise sit mod, sådan som det normalt blev forventet af adelige i den periode. Men der kendes ikke til andre tilfælde af den karakter i hverken herskernes eller andres deltagelse i den sport, og sagen minder mistænkeligt om det pludselige uvejr, der ifølge Romulus-legenden dræbte Roms første konge. Den første følgevirkning var den, at herredømmet over asturerne blev overdraget hans svoger (via ægteskab med Favilas søster), der var fyrste over naboriget. Kvinders familiebånd og rettigheder blev stadig respekteret, og det medførte i senere tilfælde, at man tillod kvindeligt formynderskab eller tilmed kroning af ægtemænd.
Pelayo grundlagte et dynasti i Asturien, som overlevede i årtier, og som gradvist udvidede sine grænser, indtil hele den nordvestlige del af den Iberiske halvø var samlet under kongeriget i ca. 775. I løbet af Alfonso 2.s regeringstid fra 791 til 842 gav en yderligere udvidelse af riget sydpå, dvs. næsten helt til Lissabon i Portugal, Portugal.

### Den første ekspansion
Favila blev efterfulgt af Alfonso 1., som arvede Asturiens krone, takket være sit ægteskab med Pelayos datter, Ermesinda. The Albeldensiske Krønike beretter, hvordan Alfonso ankom til kongeriget nogen tid efter slaget ved Covadonga for at blive gift med Ermesinda. Favilas død gjorde det muligt for ham at overtage tronen og at få magten i én af de magtfulde familier i Kongeriget Asturien: huset Kantabrien. I første omgang flyttede Alfonso til hoffet i Cangas de Onís, men efter den fremskredne affolkning af den spanske højslette og den mellemste del af Ebrodalen, hvor Hertugdømmet Kantabriens vigtigste støttepunkter som f.eks. Amaya, Tricio byen Cantabria var placeret, trak hertug Peters efterkommere sig tilbage fra Rioja mod selve Kantabrien og kontrollerede en tid Kongeriget Asturiens skæbne.
Alfonso indledte den geografiske udvidelse af det lille, kristne kongerige fra dets første centrum i Picos de Europa og trængte mod vest frem til Galicien, og mod syd foretog han uafbrudte angreb i Duerodalen, hvor han indtog større og mindre byer, hvorefter han flyttede deres indbyggere til mere sikre, nordlige egne. Det skal efterhånden have ført til en strategisk affolkning af højsletten, hvorved man skabte den såkaldte ”Dueroørken” som en beskyttelse mod fremtidige angreb fra maurerne.
Teorien om den påståede affolkning, som blev fremsat af Claudio Sanchez-Albornoz, betvivles i dag, i det mindste hvad angår omfanget af affolkningen. Der nævnes to hovedargumenter imod teorien: Dels at de oprindelige navne på de mindre lokaliteter er bevaret i mange distrikter, og dels at der er biologiske og kulturelle forskelle mellem indbyggerne i de kantabriske bjerge og dem på højsletten. Det reelle er, at der opstod en vækst i landområderne i løbet af det 8. århundrede, som førte til opgivelse af bylivet og organisering i små hyrdesamfund. Adskillige årsager forklarer denne proces: Det fuldstændige sammenbrud af et produktionssystem, byggende på slaveri, som havde eksisteret fra den sidste del af den romerske periode, den gentagne spredning af epidemier i området og endelig berbernes opgivelse af magten i al-Andalus efter deres revolte i 740-741. Alt dette gjorde, at der opstod et tyndtbefolket og svagt organiseret område, der isolerede det asturiske kongerige fra de mauriske angreb og muliggjorde, at dets styrke blev stadigt større.
Kongerne Alfonso 1.s og Fruelas felttog ind i Duerodalen var sikkert ikke meget forskellige fra de togter, som asturerne havde foretaget i samme område i den før-romerske tid. Den indledende, asturiske ekspansion foregik hovedsageligt gennem det kantabriske område (dvs. fra Galicien til Baskerlandet), man måtte vente indtil Ordoño 1. og Alfonso 3.s regeringstid, før Kongeriget Asturien kunne sætte sig i besiddelse af områder syd for de Kantabriske bjerge.
Fruela 1., søn af Alfonso1., befæstede og udvidede sin fars herredømme, men han blev snigmyrdet af adelige, som var knyttet til huset Kantabrien.

### Sociale og politiske udviklinger
De skrevne kilder er præcise angående regeringsperioden fra Aurelio, Silo og Mauregato til Bermudo 1.. Almindeligvis har man betragtet disse 23 år (768-791) som én lang rækkefølge af dunkelheder og tilbagegang for Kongeriget Asturien. Nogle historikere hævder denne opfattelse og kalder endog denne fase i det asturiske kongeriges historie for ”tiden med de dovne konger". Det kan skyldes, at der i de år ikke var vigtige, militære indgreb mod al-Andalus. Omvendt skete der i den samme periode en række vigtige og afgørende omskabelser i det asturiske kongerige. De forberedte og skabte på alle områder grundlaget for styrkelse og udvidelse af Asturien.
Det indre oprør, som blev ledet af Mauregato (783-788), foregik i disse år, og det fjernede Alfonso 2. fra tronen (skønt han senere blev konge igen, nemlig fra 791 til 842) og igangsatte en række af oprør, hvis vigtigste ledere var medlemmer af opstigende, adelige paladsfraktioner og godsejere, som forsøgte at fjerne den regerende Pelayofamilie fra magten på baggrund af en øget, økonomisk udvikling i riget. Nepocianos, Aldroitos og Piniolos betydningsfulde oprør i Ramiro 1.s regeringstid (842-50)er et led i den økonomiske, politiske og kulturelle omformning af det asturiske kongerige, som foregik i det 8. og 9. århundrede.
Oprør blandt baskere og galiciere i naboområderne slog fejl og blev nedkæmpet af de asturiske konger. Omvendt drog disse oprør fordel af de indre oprør i den centrale og østlige del af Asturien, og i visse tilfælde gav de støtte til medlemmer af det asturiske aristokrati f.eks. ved at skabe et tilflugtssted for Alfonso 2. i Alava efter hans flugt; ved at støtte til Nepocianos oprør i visse asturiske egne eller ved galiciernes støtte til Ramiro 1. i hans krav på tronen.
Andre vidnesbyrd antyder vigtige, indre omdannelser af det asturiske kongerige during this time. De frigivnes oprør (grupper med betegnelserne "serbi", "servilis orico" og "libertini" i krønikerne) foregik, mens Aurelio 1. var konge. Ejendomsforholdet mellem herre og slave brød trinvist sammen, og det var, sammen med en øget vægt for den rolle som individet og den snævre familie overtog fra storfamilien, tegn på, at et nyt samfund var ved at opstå i Asturien i løbet af det 8. og 9. århundrede.
Fruela 1. (757-68) blev efterfulgt af Aurelio (768-74), søn af Fruela af Kantabrien og Peter af Kantabriens sønnesøn, som senere vil flytte hoffet til de landområder, der i dag kaldes distriktet San Martin del Rey Aurelio, der tidligere hørte til Langreo. Silo (774-83) kom til magten efter Aurelios død og flyttede hoffet til Pravia. Silo blev gift med Adosinda, en af Alfonso 1. døtre (og dermed Pelayos barnebarn).
Alfonso 2. blev konge efter Silos død, men Mauregato samlede en stærk modstand, tvang den nye konge til at flygte til landområdet ved Alava (hans mor, Munia, var basker), og overtog den asturiske trone. Denne konge, som historien har givet et dårligt eftermæle, havde gode forbindelser til Beato de Liébana, muligvis den mest afgørende, kulturpersonlighed i kongeriget, og han støttede ham i hans kamp mod adoptionismen. Legenden siger, at Mauregato var en uægte søn, som Alfonso 1. havde fået med en maurisk kvinde. Han blev efterfulgt af Bermudo 1., Aurelios bror, som blev kaldt dekanen, selv om han sandsynligvis kun modtog mindre kald. Bermudo abdicerede efter et militært nederlag og sluttede sit liv i et kloster.

### Anerkendelse
Det var først under kong Alfonso 2. af Asturien (791-842), at kongeriget blev fast etableret, i og med at Alfonso blev anerkendt som konge af Karl den Store og af pavemagten. Han erobrede Galicien og Baskerlandet. I hans regeringstid erklærede man Skt. Jakobs knogler fundet i Galicien ved Santiago de Compostela (af Latin: campus stellae = "stjernemarken"). Pilgrimme fra hele Europa åbnede en kommunikationsforbindelse mellem det isolerede Asturien, de karolingiske lande og længere ud.
Den første hovedstad var Cangas de Onís. På kong Silos tid blev den flyttet til Pravia. Alfonso 2. valgte Oviedo som den endelige hovedstad for kongeriget. Det var kendt som Asturien indtil 924, da det blev til Kongeriget León. Det fortsatte under dette navn, indtil det blev indlemmet i Kongeriget Castilien i 1230, da Ferdinand 3. blev fælles konge for de to riger.

## Religion

### Rester af hedenskab fra kæmpehøjenes og den keltiske tid
Skønt de tidligste vidnesbyrd om kristen gudsdyrkelse i Asturien kan dateres til det 5. århundrede, fik omvendelse ikke rigtig fremgang før midten af det 6. århundrede, da eremitter som Turibius af Liébana og munke af Saint Fructuoso-ordenen efterhånden bosatte sig i de Kantabriske bjerge og begyndte at prædike den kristne tro for de indfødte.
Kristningen gik langsomt i Asturien og uden at erstatte de ældgamle, hedenske guddomme. Som andre steder i Europa levede den nye religion sammen med træk fra gamle trosopfattelser. Endnu i det 6. århundrede beklagede biskoppen San Martin af Braga sig i sit arbejde De correctione rusticorum over de galiciske bønders bundethed til prækristne kulter: "Mange dæmoner, som var uddrevet fra himlen, slog sig ned i havet, i floderne, kilderne og skovene, og de er blevet tilbedt som guder af uvidende mennesker. Det er til dem, de giver deres ofre: på havet påkalder de Neptun, i floderne Lamias; i kilderne er det nymferne og i skovene Diana."
Midt i Selladalen (hvor Cangas de Onís ligger) var der et område med kæmpehøje, stammer helt fra den megalitiske periode, og sandsynligvis var bygget i årene 4.000 – 2.000 f.Kr. På dette sted, og specielt i Santa Cruz-højen, foregik de rituelle begravelser af den omliggende regions høvdinge. Denne praksis overlevede ind i den romerske periode, videre under visigoternes erobring og tilmed også sådan, at kong Favila () blev begravet dér, hvor ligene af de gamle stammeledere havde fået deres sidste hvilested. Selv om det asturiske monarki fremmede kristningen af dette sted (ved at beordre en kirke bygget dér), så er der endnu i dag knyttet hedenske traditioner til Santa Cruz-højen: Det siges, at xanas (asturiske feer) viser sig for besøgende, og man tilskriver stedets jord magiske egenskaber.
Ifølge en inskription, der er fundet i kirken ved Santa Cruz, fandt indvielsen af den sted i året 738 og blev forestået af en vates ved navn Asterio. Ordet vates er usædvanligt i katolske dokumenter, hvor man foretrækker ordet presbyterus (om de kristne præster). På den anden side blev vates brugt på latin om en digter med clairvoyante evner, og ifølge gamle, græske forfattere som Strabon, Diodorus Siculus og Poseidonius var vates (ουατεις) én af de tre klasser i det keltiske præsteskab, hvor de to andre var druider og skjalde. Nogle historikere har den opfattelse, at Asterio kan have haft et religiøst embede, der kombinerede elementer af hedensk og kristen religion, mens andre mener, at han muligvis kan forbindes med de britonske flygtninge, som bosatte sig i Galicien i løbet af det 6. århundrede: Parrochiale Suevorum (et administrativt dokument fra det Svebiske kongerige) fortæller, at landområder i Asturien tilhørte det britonske bispesæde, og at visse træk fra den keltiske kristendom faktisk trængte ind i det nordlige Spanien. Som et eksempel nævnes den særlige, keltiske tonsur, der blev fordømt af den visigotiske biskop, som deltog i det Fjerde koncil i Toledo.
Endnu i dag findes der galiciske legender, der forbindes med munke, som rejste til Paradisøerne, f.eks. Skt. Amaro, Trezenzonio og Ero af Armenteira. Disse fortællinger har mange paralleller med historierne om Brendan Søfareren, Skt. Maclovius af Wales og med fortællingerne om de irske immrama.
Kristningen blev støttet af de asturiske konger, som ikke byggede deres magt på indfødte, religiøse traditioner (modsat andre middelalderlige, europæiske konger f.eks. Penda af Mercia eller Widukind), men på tekster fra de kristne, hellige skrifter (særligt på Johannes' Åbenbaring, Ezekiels bog og Daniels bog) og kirkefædrene, som leverede det nye monarki dets grundlæggende myter.

### Adoptionismen
Grundlaget for kulturen i Asturien og det kristne Spanien i Middelalderen blev skabt under Silos og Mauregatos regeringstid, da de asturiske konger underkastede sig umayyadeemirerne i Córdoba-kalifatet. Den mest prominente, kristne lærde i Kongeriget Asturien på den tid var Beatus af Liébana, hvis arbejder satte et ubetvivleligt mærke på den kristne kultur under Reconquistaen.
Beatus var direkte indblandet i debatten om adoptionismen, der påstod, at Jesus blev født som menneske, blev adopteret af Gud og først opnåede guddommelighed efter sin lidelseshistorie og genopstandelse. Beatus afviste denne teologiske position, støttet af ledere som Elipandus, biskoppen af Toledo.
Den adoptionistiske teologi havde sine rødder i den gotiske arianisme, som benægtede Jesu guddommelighed, og den græsk-romerske hedenskab med helte som Herakles, der opnåede guddommelighed efter sin død. På den tid lå Elipandus' bispedømme i Toledo inden for det muslimske Cordoba-kalifats område, og derfor fik den islamiske troslære, der anerkender Jesus som profet, men ikke som Guds søn, betydning for at adoptionismen kunne opstå. Men den adoptionistiske teologi blev kraftigt modarbejdet af Beatus hans abbedi i Santo Toribio de Liébana, og samtidig styrkede Beatus båndene mellem Asturien, Pavestolen og Frankerriget, og han blev støttet i den teologiske kamp af paven og af sin ven, Alcuin af York, en angelsaksisk lærd, som hørte til ved det karolingiske hof i Aachen.

### Millennialismen
De mest transcendentale af Beatus' arbejder er hans Kommentarer til Apokalypsen, som blev kopieret gennem senere århundreder i manuskripter, der blev kaldt beati. Om dem skrev den italienske forfatter og videnskabsmand, Umberto Eco: "Deres strålende billeder gav ophav til den mest relevante, ikonografiske happening menneskehedens historie". Beatus udvikler i dem en personlig fortolkning af Johannes' Åbenbaring, som følges af citater fra Det Gamle Testamente og fra kirkefædrene, og som bliver ledsaget af fascinerende illustrationer.
I disse Kommentarer gives en ny fortolkning af de apokalyptiske beretninger: Babylon repræsenterer ikke længere byen Rom, men Córdoba, sæde for umayyadeemirerne i al-Andalus; dyret, der engang var et symbol på det Romerske rige, står nu for de islamiske besættere, som på den tid truede med at ødelægge den vestlige kristenhed, og som gjorde indfald i det asturiske kongeriges områder.
I fortalen til anden bog af Kommentarerne findes Beatus-kortet, et af de bedste eksempler på et Mappa mundi fra den højmiddelalderlige kultur. Formålet med dette kort var ikke at vise Verden kartografisk korrekt, men at tjene som en illustration af apostlenes rejser gennem de første årtier af vor tidsregning. Beatus hentede oplysninger fra arbejder af Skt. Isidor af Sevilla, Ptolemæus og Bibelen. Verden blev vist som en landskive omgivet af Oceanet og delt i tre dele: Asien (øverste halvcirkel) Europa (nederste, venstre kvadrant) og Afrika (nederste, højre kvadrant. Middelhavet (Europa-Afrika), Nilen (Afrika-Asien) og det Ægæiske hav med Bosporus (Europa-Asien) blev fastlagt som grænser mellem de forskellige, kontinentale masser.
Beatus var overbevist om, at apokalypsen, som den er beskrevet i Johannes' Åbenbaring, var nært forestående, og at den skulle følges af 1.200 år med Antikrists herredømme. Beatus fulgte Augustins synspunkter, hvis arbejde, Om Guds stad, påvirkede Kommentarerne, som gik ud fra den forudsætning, at Verdenshistorien var inddelt i seks aldre: De første fem var forløbet mellem skabelsen af Adam og Jesu lidelseshistorie, mens den sjette, der fulgte efter Kristus og var samtidig med os, måtte slutte med igangsættelsen af de hændelser, der var forudsat af Johannes' Åbenbaring.
Årtusindebevægelser var udbredte i Europa på den tid: Mellem 760 og 780 medførte en serie af kosmiske fænomener panik blandt Galliens befolkning; Johannes, en visionær munk, forudsagde, at Dommedag skulle komme i Karl den Stores regeringstid. På den tid fandt man Daniels apokalypse, en syrisk tekst, der var blevet redigeret under den byzantinske kejserinde Irene, og hvori krige mellem araberne, byzantinerne og de nordlige folkeslag blev forudsagt. Disse krige skulle slutte med Antikrists komme.
Begivenhederne i Hispania (islamisk herredømme, det adoptionistiske kætteri, den gradvise assimilation af de mozarabiske folk...) var for Beatus signaler om den snarligt tilstundende, apokalyptiske tidsalder. Som Elipandus beskriver det i sit Brev fra biskopperne i Spanien til deres brødre i Gallien, så gik abbeden af Santo Toribio så vidt som at meddele sine landsmænd, at tidernes ende ville komme Påskedag i året 800. På den dags morgen mødte hundreder af bønder op ved abbediet Santo Toribio, hvor de skrækslagne ventede på, at profetien skulle gå i opfyldelse. De blev på samme sted uden at have noget som helst af spise i én og en halv dag, indtil én af dem ved navn Ordonius udbrød: "Lad os spise og drikke, sådan at vi er fyldte, hvis Verdens ende skule komme!".
Beatus' profetiske og millenialistiske visioner satte et vedvarende præg på udviklingen i Kongeriget Asturien: Chronica Prophetica, der blev nedskrevet ca. 880 e.Kr., forudsagde Córdobaemiratets endelige fald og erobringen og genrejsningen af hele den Iberiske halvø under kong Alfonso 3. Millennialistisk billedsprog afspejles også i brugen af tegnet Cruz de la Victoria – det vigtigste symbol for det asturiske kongerige – som har sin oprindelse i en passus i Johannes' Åbenbaring, hvor Johannes af Patmos beretter om den følgende vision af Kristi genkomst: Han ser Jesus Kristus siddende i sin majestæt, omgivet af skyer, mens han forsikrer: "Jeg er Alfa og Omega, siger Gud Herren, han som er og som var og som kommer, den Almægtige." (Johannes' Åbenbaring 1,8). Det er sandt, at brugen af dette citat ikke var begrænset til Asturien, og at det desuden kan dateres til Konstantin den Stores tid (han brugte dette symbol under Slaget ved den milviske bro). Men det var i Asturien, at Cruz de la Victoria blev almindeligt brugt: I næsten hver eneste præromansk kirke er dette tegn indgraveret, ofte sammen med udtrykket "Hoc signo tuetur pius, in hoc signo vincitur inimicus", som blev de asturiske kongers motto.

### Pilgrimsvejen til Santiago
En anden stor, åndelig arv fra det asturiske kongerige er skabelsen af én af de vigtigste kanaler for kulturel udveksling i europæisk historie: Jakobsvejen (Caminoen). Den første tekst, der omtaler, at Skt. Jakob prædiker i Spanien, er Breviarius de Hyerosolima, et dokument fra det 6. århundrede, som fastslog, at apostelen blev begravet på et betydningsfuldt sted, som kaldes Aca Marmarica. Skt. Isidor af Sevilla understøttede denne teori i sit værk De ortu et obitu patrium. 150 år senere, dvs. på Mauregatos tid, fremstillede hymnen O Dei Verbum Skt. Jakob som ”Spaniens gyldne hoved, vores beskytter og nationale herre”, og hans mission på den Iberiske halvø i de første årtier efter Kristi død bliver nævnt. Nogle henfører denne hymne til Beatus, men det diskuteres stadig blandt historikere.
Legenden om Skt. Jakob fik støtte i løbet af Alfonso 2.s regeringstid. Perioden er kendetegnet ved Alfonso 2.s bøn til Karl den Store om militær støtte og skabelse af tilsvarende, kongelige ceremonier og regeringsstrukturer. Den galiciske eremit, Pelayo, hævdede at have set et mystisk lys i flere nætter over skoven Libredón, som var i sognet Iria Flavia. Englenes sang fulgte med lyset, og dybt bevæget over dette fænomen opsøgte Pelayo biskoppen for Iria Flavia, Teodomirus. Efter at have hørt på eremitten besøgte han stedet med sit følge, og legenden vil vide, at man dybt inde i skoven fandt et stenkammer med tre lig, der blev identificeret som Skt. Jakob, søn af Zebedæus og hans to disciple, Theodorus and Atanasius. Ifølge legenden var kong Alfonso den første pilgrim, der kom for at se apostlen: På rejsen blev han ledet af Mælkevejen, som fra da af fik sit spanske navn Camino de Santiago.
Det påståede fund af Skt. Jakobs grav var en formidabel succes for Kongeriget Asturien: Nu kunne Asturien få den ære at eje liget af én af Jesu apostle, et privlegium, der kun deltes af Lilleasien (Efesus), hvor apostlen Johannes blev begravet, og Rom, hvor ligene af Sankt Peter Skt. Paulus hvilede. Allerede i begyndelsen af det 12. århundrede voksede Santiago de Compostela op til at blive én af kristenhedens tre hellige byer sammen med Rom og Jerusalem. I de følgende århundreder gik mange centraleuropæiske, kulturelle påvirkninger via Jakobsvejen, lige fra romansk og gotisk stil til den occitanske, lyriske poesi.
Fortællingen om "fundet" af apostelens rester viser nogle påfaldende træk. Graven blev fundet på et sted, der havde været brugt som gravplads siden Romerrigets sidste tid, så det er muligt, at liget stammede fra en fremtrædende person på genen: Den britiske historiker, Henry Chadwick, har den teori, at graven i Compostela faktisk indeholder resterne af Priscillian. Historikeren Roger Collins fastholder, at identificeringen af resterne (i hvert fald intet i nærheden af et fuldstændigt lig) med Skt. Jakob er forbundet med spekulationerne over rester, fundet under et alter fra det 6. århundrede i Mérida, hvor man har inddraget forskellige navne, Skt. Jakobs iblandt dem. Andre forskere, som Constantino Cabal, fremhævede den kendsgerning at flere galiciske steder, som f.eks. Pico Sacro, Pedra da Barca (Muxía) eller San Andrés de Teixido, allerede var mål for hedenske pilgrimsvandringer i førromersk tid. Hedenske trosopfattelser anså disse steder som Verdens ende og som indgange til den keltiske oververden. Efter opdagelsen af Skt. Jakobs grav begyndte den gradvise kristengørelse af disse pilgrimsruter.

### Mytologi
Da krønikerne om det asturiske kongerige blev skrevet halvandet hundrede år efter slaget ved Covadonga, er der mange sider af de første asturiske konger, som forbliver skjult af myter og legender.
Selv om de historiske realiteter om Pelayo er uden for tvivl, så vikles beretningerne om ham sammen med mange folkelige eventyr og legender. Én af den fastslår, at Pelayo drog på pilgrimstog til Jerusalem, de kristnes hellige by, før den muslimske invasion, men det eksisterer der ikke noget bevis for.
Tilsvarende siges det også, at Cruz de la Victoria først blev skåret ud af en egekævle ved et lynnedslag. Kernen i denne fortælling rummer to elementer, som har en meget stor betydning for den asturiske folklore: PÅ den ene side var lyn det gamle symbol på den asturiske (og keltiske) gud, Taranis, og i den asturiske mytologi blev de anset for skabt af Nuberu, hersker over skyer, regn og vind. På den anden side er egetræet symbolet for det asturiske kongedømme, og egeblade vises på relieffer i Abamiakirken (hvor Pelayo blev begravet).
Der er også myter om det asturiske kongedømme, der havde rødder i jødiske og kristne traditioner mere end de hedenske: Chronica ad Sebastianum fortæller om en usædvanlig hændelse, der foregik, da kong Alfonso 1. døde. Mens de adelige vågede over ham, hørte man himmelske sange sunget af engle. De reciterede den følgende tekst af Esajas' bog (der tilfældigvis er den samme, som de mozarabiske præster læste i vågetiden påskelørdag:
| Citat           | Jeg sagde: Midt i mit liv går jeg bort, i dødsrigets porte holdes jeg fanget resten af mine år. Jeg sagde: Jeg får ikke mere Herren at se i de levendes land, jeg får ikke mere noget menneske at se blandt dem, der bor i verden. Min bolig tages ned og pakkes sammen som et hyrdetelt. Som en væver har du rullet mit liv op og skåret trådene over. Fra dag til nat prisgav du mig; jeg råbte om hjælp indtil morgen. Som en løve knuste Herren alle mine knogler. Fra dag til nat prisgav du mig; som en svale, som en drossel, peb jeg, jeg klagede som en due. Jeg vender mit blik mod himlen. Herre, jeg er i nød, stil sikkerhed for mig! | Citat |
| Esajas 38,10-14 | |       |

Denne klagesang blev fremført af Hizkija, Judas konge, efter hans helbredelse fra en alvorlig sygdom. I disse vers fortrød kongen med anger sin rejse til Sheol, den jødiske underverden, et dunkelt sted, hvor han ikke ville komme til at se hverken Gud eller mennesker nogensinde igen.

Asturien har også eksempler på myten om den sovende helt. Ifølge traditionen er det i dag stadigvæk muligt at se kong Fruela, der går rundt i Jardín de los Reyes Caudillos (en del af domkirken i Oviedo), og det siges, at hans sønnesøn, den berømte ridder Bernardo del Carpio, sover i en grotte i de asturiske bjerge. Historien fortæller videre, at en dag gik en bonde ind i en bestemt grotte for at hente en bortløben ko 
, hvor han hørte en kraftig stemme, som erklærede at være Bernardo del Carpio, sejrherren over frankerne i slaget ved Roncesvallespasset. Efter at have forklaret, at han havde levet alene i århundreder i samme grotte, befalede han bonden: "Giv mig din hånd, så jeg kan se, hvor stærke menneskene er i nutiden". Hyrden var skrækslagen og gav ham et kohorn, som blev knust, straks kæmpen havde grebet det. Den stakkels landsbybo løb rædselsslagen bort, dog ikke uden at have hørt Bernardo sige: "Nutidens mennesker er ikke som dem, der hjalp mig med at dræbe de franske i Roncesvalles".
Der er åbenlyse paralleller mellem disse historier og dem, som fortælles om andre middelalderlige skikkelser som f.eks. kejser Frederik Barbarossa eller Kong Arthur. Det siges at Barbarossa ikke døde, men trak sig tilbage til en hule i Kyffhäuserbjerget, og at han vil vågne og genskabe Tysklands fordums storhed en dag, når ravnene ikke længere flyver rundt om bjerget. Kong Arthur lever ifølge flere traditioner i mange høje og huler i Storbritannien. Hans mest berømte opholdssted er Eildon Hill i Skotland, som han flygtede til efter Slaget ved Camlann.

## Arv
Kongeriget Asturien var i sin begyndelse en indfødt reaktion blandt asturer og kantabrer mod en fremmed invasion. Disse folk havde kæmpet mod Romerriget i de kantabriske krige og fra begyndelsen modsat sig romaniseringen. Selv om de bevarede mange træk fra deres førromerske kultur, mistede de senere deres keltiske sprog til fordel for latin.
Dette kongerige er oprindelsesstedet for en indflydelsesrig, middelalderlig europæisk arkitektonisk stilart: den præromanske. Denne arkitekturstilart blev skabt under Ramiro 1.s regeringstid.
Det lille kongerige satte en milepæl i kampen mod det adoptionistiske kætteri med Beatus of Liébana som frontfigur. Under kong Alfonso 2. "Den Kyske" "fandt" man relikvierne i Santiago. Pilgrimsvejen til Santiago, Caminoen, blev et vigtigt udvekslingssted i Europa, og mange pilgrimme (og deres penge) passerede gennem Asturien på deres vej til Santiago de Compostela.